# 在一起 (電影)
《在一起》是2013年的一部香港愛情電影，由霍耀良執導，柯震東、甄子丹、陳妍希、Angelababy主演，分為兩個故事。本片於2013年2月12日在香港上映，中國大陸於2月14日情人節上映，台灣則在4月19日上映。

## 劇情
《在一起》講述了兩段簡單的愛情故事，兩個男人，各自因為不同的原因囚禁在自己的孤獨城堡裡，兩個美麗善良的女孩無意中闖進心房，於是，那個美麗的身影再也忘不掉。且看兩位男主角是如何邁出勇敢的一步，向心愛的女孩袒露心聲，說出“讓我們在一起”的誓言？
故事一：當記憶被抹去，愛將被記錄在哪裡？如果你愛的人隨時可能忘記你，你是否還有勇氣去面對？當冷面交警Mr. Cool遇見了因車禍失憶的少女喬，這個早已對愛免疫的男人，被她身上那股瘋狂尋找愛人的勇氣深深吸引著，情不自禁的開始默默關注著這個可愛的女孩。也許，愛一個人並不一定要擁有，只要她能夠幸福快樂，或許很快她就會把他忘記……
故事二：當愛情有了秘密，卻又找不到最好的理由放棄，是否還能坦誠面對？超級宅男阿仔與外表物質內心獨立好勝的勝男邂逅，兩個年輕人擦出火花，甚至打賭玩起了浪漫七日情。正在這時，勝男的一個秘密被阿仔發現，如果放棄愛情，他將痛苦萬分，如果繼續，他將擔負更多的痛苦。也許，愛一個人就是不顧後果，甘願為她承擔一切……

## 演員
| 演員       | 角色      | 簡介                                                  |
| ---------- | --------- | ----------------------------------------------------- |
| 柯震東     | 阿仔      | 警署竊聽組最年輕探員 宅男，擅長煮咖哩豬扒飯           |
| 陳妍希     | 阿喬      | 有間歇失憶症，只記得最近發生的事                      |
| 甄子丹     | 陳國華    | 交警，綽號酷警官（Cool Sir） 有面部表情缺失症，不能笑 |
| Angelababy | 李勝男    | 阿仔女友，愛好名牌                                    |
| 黃宗澤     | 林歡      | 熱烈追求李勝男，實為利用                              |
| 陳瀅       | 小冰      | 李勝男的朋友,林歡的情婦                               |
| 周秀娜     | 碧琪      | 酷警官前女友                                          |
| 麥長青     | 安Sir     | 竊聽組組長，阿仔上司                                  |
| 許紹雄     |           | 阿仔父親                                              |
| 苑瓊丹     |           | 阿仔母親                                              |
| 李羅       |           | 喬喬父親                                              |
| 金剛       | 阿速      | 速遞員，幫助阿仔送遞便當                              |
| 葛民輝     | 客串      | 戲劇導師                                              |
| 卓韻芝     | 客串      | JOE                                                   |
| 郑诗君     | 客串      | 交通警員                                              |
| 陆永权     | 客串      | 交通警員                                              |
| 安哥       | Tom Baker | 喬前男友，曾傷害她                                    |
| 鍾承翰     |           | 喬前男友，曾傷害她                                    |
| 陳輝虹     |           | 心理醫生                                              |
| 張同祖     |           | 醫生                                                  |
| 蔡日軒     | 陳森      |                                                       |

## 主题曲
庾澄庆 《在一起》

## 票房
影片在中國大陸首週四天收穫2,705萬元，至2月24日累計3,221萬元，最終票房為3,279萬元人民幣。

## 外部連結
- Together 《在一起》官方網站（简体中文）
- 《在一起（页面存档备份，存于）》在香港雅虎的電影頁面（繁體中文）
- Yahoo奇摩電影上《在一起》的資料（繁體中文）
- MSN娛樂上《在一起》的資料（繁體中文）

- 開眼電影網上《在一起》的資料（繁體中文）
- 豆瓣电影上《在一起》的資料 （简体中文）
- 时光网上《在一起》的資料（简体中文）
- AllMovie上《在一起》的资料（英文）
- 爛番茄上《在一起》的資料（英文）
- 香港影庫上《在一起》的資料（繁體中文）
- 互联网电影数据库（IMDb）上《在一起》的资料（英文）